# 분사 제도
분사 제도(分司制度)는 서경(西京, 평양)을 부도(副都)로 생각한 고려에서 개경의 관아(官衙)를 서경에도 나누어 설치한 제도이다.
분사 제도는 고려 태조 때부터 시작하여 예종 11년(1116년)에 완성되었다. 처음에는 서경에 낭관·아관 등을 두었으며, 그 뒤 직제와 관명에 다소 변천이 있었으나, 예종 11년(1116년) 동서 양반(東西兩班)의 정사(政事)를 개경과 함께한 데서 그 완성을 보았다. 이 제도는 정치기구에서 중앙과 반분립(半分立)의 독특한 지위를 부여한 것이다.

## 같이 보기
- 고려의 중앙 관제
- 분조